# Hullerikkerne
Hullerikkerne af Josefine Ottesen er en serie primært i fire bind, alle udgivet på Høst & Søns Forlag. Bind 1, ”Heltemod og kragelort” udkom i 2008, bind 2, ”Lynild og ormehug” i 2009, bind 3, ”Vingesus og odderplask” i 2010 og bind 4, ”Rævehørm og sejrshyl” i 2012. Desuden er udkommet 4 læse-let-bøger i seriens univers i 2013, der kombinerer Hullerik-universet med faktuel viden.

## Handling
Bøgerne om Hullerikkerne fra Syvstammetræet handler om Ask, Birk og Ella, der bor i det store træ sammen med andre hullerikker. Ask og Birk er gode venner og tager gerne på farefulde ekspeditioner sammen, men Ella insisterer på at komme med. De to drenge er ikke meget for det, men det ender som regel med at det er Ella, der må redde Ask og Birk, når de er kommet i problemer.

## Skrivestil
I Hullerikkerne eksperimenterer Josefine Ottesen meget med onomatopoietikon i teksten. Lydefterlignende ord som 'Swisshh', 'Splaff', 'Paw', 'Slam' og 'Donk', gerne efterfulgt af et udråbstegn for effekt, fylder meget i Hullerikkerne-bøgerne.
Dramaturgisk er bøgerne bygget op efter det klassiske hjem-ude-hjem-forløb.

## Afledte projekter
I samarbejde med Naturama i Svendborg lavede Josefine Ottesen i 2013 fire bøger, der kombinerede læse-let-genren og faktuel naturviden. Desuden brugte Naturama bøgerne som udgangspunkt for aktiviteter og underholdning på museet.
KFUM-spejdernes distriktsturnering i 2009 havde Hullerikkerne som udgangspunkt. Gennem 12 opgaver brugtes Hullerikkernes univers som udgangspunkt for at skabe læring om naturen

## Bøger i serien
- Hullerikkerne bind 1: Heltemod og kragelort, Høst & Søn 2008
- Hullerikkerne bind 2: Lynild og ormehug, Høst & Søn 2009
- Hullerikkerne bind 3: Vingesus og odderplask, Høst & Søn 2010
- Hullerikkerne bind 4: Rævehørm og sejrshyl, Høst & Søn 2012
- Hold snuden for dig selv!, letlæsnings- og faktabog, Høst & Søn 2013
- En værre stinker, letlæsnings- og faktabog, Høst & Søn 2013
- Kuk i reden, letlæsnings- og faktabog, Høst & Søn 2013
- Frø fra himlen, letlæsnings- og faktabog, Høst & Søn 2013